# Estádio do Canindé
Estádio do Canindé (officieel het Estádio Oswaldo Teixeira Duarte) is een multi-functioneel sportstadion in São Paulo, Brazilië. Het stadion heeft een capaciteit van 21.004 zitjes. Het werd geopend op 11 januari 1956. Het is de thuishaven van voetbalclub Portuguesa. Het stadion werd officieel vernoemd naar Estádio Oswaldo Teixeira Duarte, een oud-voorzitter van de club.